# Looped
Looped é uma série animada canadense produzida pela Neptoon Studios e a and DHX Media. A estreia internacional foi no dia de 4 de janeiro de 2016 na América Latina no Cartoon Network e no Reino Unido na "CITV", seguindo a estreia inicial em Canada no dia 2 de março de 2016 na Teletoon. e a nova série estreou pela primeira vez na Disney Channel Sul da Ásia em maio de 2017. Em Portugal a série passou na SIC K.

## Sinopse
Looped Conta a História de Luc e Theo os dois com 12 anos de idade e de repente numa segunda-feira Theo descobriu algo sobre a sua teoria de viagens no tempo, mas acidentalmente, Luc aparece com o seu skate fazendo manobras até que ele tropeça e da de caras com Theo derramando assim os seus cereais Loopy-Loops por cima do computador, depois disso a radiação contida nos cereais loopy-loops faz com Luc e Theo repitam a mesma Segunda-feira vezes sem conta.

## Personagens
- Lucas "Luc" Maxwell (dublado por Lyon Smith)
- Theodore "Theo" Merton Jr.(dublado por Kevin Duhaney)
- Amy (dublada por Stacey DePass)
- Claire (dublada por Athena Karkanis)
- Kelly and Kelli (dubladas por Stephanie Lynn Robinson)
- Coach Lessard (dublada por Seán Cullen)
- Mr. LemonJello (dublado por Seán Cullen)
- Gwyneth (dublada por Denise Oliver)
- Jesse (dublado por  Scott Gorman)
- Kyle (dublado por Adam Cawley)
- Lester (dublado por Mark Edwards)
- Diretor Applecrab (dublado por Darren Frost)

## Episódios
| N.º | Título                                | Escrito por        | Exibição original    |
| --- | ------------------------------------- | ------------------ | -------------------- |
| 1   | "Dodge This"                          | Meghan Read        | 2 de março de 2016   |
| 2   | "Theo Fly"                            | Meghan Read        | 2 de março de 2016   |
| 3   | "She's All Bot"                       | Meghan Readu       | 6 de março de 2016   |
| 4   | "All Things Being Sequel"             | Andrew Harrison    | 6 de março de 2016   |
| 5   | "4 out of 5 Dentists Prefer the Loop" | Amy Cole           | 9 de março de 2016   |
| 6   | "Sickwich"                            | Kyle Hart          | 9 de março de 2016   |
| 7   | "There's a New Principal in Town"     | Shawn Kalb         | 17 de março de 2016  |
| 8   | "Getted Smart"                        | Andrew Harrison    | 17 de março de 2016  |
| 9   | "Fart Busters"                        | Craig Martin       | 18 de março de 2016  |
| 10  | "Monster Stink"                       | Meghan Read        | 18 de março de 2016  |
| 11  | "Applecrab-Dabra"                     | Craig Martin       | 23 de março de 2016  |
| 12  | "Monday Circles"                      | Kyle Hart          | 23 de março de 2016  |
| 13  | "The Replacements"                    | Meghan Read        | 30 de março de 2016  |
| 14  | "Luc at Me"                           | Craig Martin       | 30 de março de 2016  |
| 15  | "Loop It Forward"                     | Evan Thaler Hickey | 6 de abril de 2016   |
| 16  | "Chick Magnet"                        | Josh Saltzman      | 6 de abril de 2016   |
| 16  | "The Gifted Class"                    | Ben Joseph         | 13 de abril de 2016  |
| 17  | "Sooper Loopers"                      | Craig Martin       | 13 de abril de 2016  |
| 18  | "Birthday Cake Island"                | Josh Saltzman      | 20 de abril de 2016  |
| 19  | "Zap's Day Off"                       | Meghan Read        | 20 de abril de 2016  |
| 20  | "Port Fear"                           | Evan Thaler Hickey | 27 de abril de 2016  |
| 21  | "Jan-Itor-Nado"                       | Ben Joseph         | 27 de abril de 2016  |
| 22  | "Baby Daddy"                          | Alice Prodanou     | 4 de maio de 2016    |
| 23  | "Wizard of Wacker Maze"               | Meghan Read        | 4 de maio de 2016    |
| 24  | "11 Minutes to Lame"                  | Alice Prodanou     | 11 de maio de 2016   |
| 25  | "Larping in the Loop"                 | Craig Martin       | 11 de maio de 2016   |
| 26  | "Space Burrito"                       | Kyle Hart          | 18 de maio de 2016   |
| 27  | "Ronnie Trasco"                       | Josh Saltzman      | 18 de maio de 2016   |
| 28  | "Badmerton to the Bone"               | Evan Thaler Hickey | 25 de maio de 2016   |
| 29  | "Loop – There It Is"                  | Craig Martin       | 25 de maio de 2016   |
| 30  | "Bald Is Beautiful"                   | Andrew Harrison    | 1 de junho de 2016   |
| 31  | "Nerdnesia"                           | Josh Saltzman      | 1 de junho de 2016   |
| 32  | "Oiled Thunder"                       | Craig Martin       | 8 de junho de 2016   |
| 33  | "Reverse Mermaid"                     | Kyle Hart          | 8 de junho de 2016   |
| 34  | "Fallout Room Boy"                    | Evan Thaler Hickey | 15 de junho de 2016  |
| 35  | "Rocket to Tomorrow"                  | Andrew Harrison    | 15 de junho de 2016  |
| 36  | "Re-Vamp"                             | Craig Martin       | 22 de junho de 2016  |
| 37  | "Release the Krakenfoot"              | Craig Martin       | 22 de junho de 2016  |
| 38  | "Ninjitsu for Beginners"              | Josh Saltzman      | 29 de junho de 2016  |
| 39  | "A Kyle in His Shoes"                 | Brandon Birch      | 29 de junho de 2016  |
| 40  | "Moby Piranha"                        | Evan Thaler Hickey | 9 de julho de 2016   |
| 41  | "Loopy Loops"                         | Kyle Hart          | 9 de julho de 2016   |
| 42  | "A Glitch in Time"                    | Meghan Read        | 16 de julho de 2016  |
| 43  | "Out of Time"                         | Craig Martin       | 16 de julho de 2016  |
| 44  | "Plight at the Museum"                | Evan Thaler Hickey | 23 de julho de 2016  |
| 45  | "The Exciting Conclusion"             | Josh Saltzman      | 23 de julho de 2016  |
| 46  | "Power Plant"                         | Andrew Harrison    | 30 de julho de 2016  |
| 47  | "Back in the Saddle"                  | Craig Martin       | 30 de julho de 2016  |
| 48  | "Glitch Girl"                         | Evan Thaler Hickey | 6 de agosto de 2016  |
| 49  | "A Fortuitous Future"                 | Meghan Read        | 6 de agosto de 2016  |
| 50  | "Part 1 of a Balanced Breakfast"      | Craig Martin       | 13 de agosto de 2016 |
| 51  | "Part 2 of a Balanced Breakfast"      | Craig Martin       | 13 de agosto de 2016 |